# Marxist-Leninist Committee
Marxist-Leninist Committee (vanligen kallat ML Committee) är ett mindre politiskt parti i den indiska delstaten Andhra Pradesh. Gruppens aktivitet är begränsat till vissa distrikt i de östra delarna av delstaten, bland annat Guntur. ML Committee deltar i det breda vänstersamarbetet i Andhra Pradesh, tillsammans med både Communist Party of India (Marxist) och Communist Party of India.